# Vista (Kalifornia)
Vista – miasto w Stanach Zjednoczonych, w stanie Kalifornia, w hrabstwie San Diego. Według spisu ludności przeprowadzonego przez United States Census Bureau, w roku 2010 miasto Vista miało 93 834 mieszkańców.